# Dompteur de gorilles
Pour plus de détails, voir Fiche technique et Distribution.
Dompteur de gorilles (Hurdy-Gurdy Hare) est un dessin animé de la série américaine Merrie Melodies réalisé par Robert McKimson, mettant en scène Bugs Bunny et Gruesome le gorille, sorti en 1950.

## Synopsis
Bugs apprend par un journal qu'un orgue mécanique et un petit singe sont à vendre. Il les achète puis se rend compte que le petit singe vole de la monnaie après une journée triomphale et le lapin l'expédie dare-dare. Pendant que Bugs essaye (en vain) de remplacer le singe, ce dernier raconte sa mésaventure à son père (Gruesome) qui décide de le venger et réussit à s'échapper. Après avoir rejoint Bugs, il se fait avoir 2 fois en essayant d'imiter Bugs : la première fois, Gruesome gonfle et tombe de l'hôtel où Bugs mendiait : la deuxième, en voulant rebondir sur le toit couvert de l'hôtel. Cependant Bugs le fait rechuter grâce à un déguisement de porteur. Après une course poursuite, Bugs immobilise le gorille avec des briques, du ciment et un cigare explosif. Ce dernier, très énervé, tombe et finit par être calmé par un air de violon que joue Bugs. Le lapin finit par se réconcilier avec le petit singe et tous deux gagnent une fortune en s'associant.